# Сыроватки
Сыроватки (бел. Сыраваткі, пол. Syrowatki) — деревня в Сморгонском районе Гродненской области Республики Беларусь.
Население 468 человек (по состоянию на 1999). Шестой по количеству жителей показатель среди сельских населенных пунктов Сморгонского района после агрогородков: Солы (1572), Залесье (1064), Жодишки (924), Крево (816) и Вишнево (472).

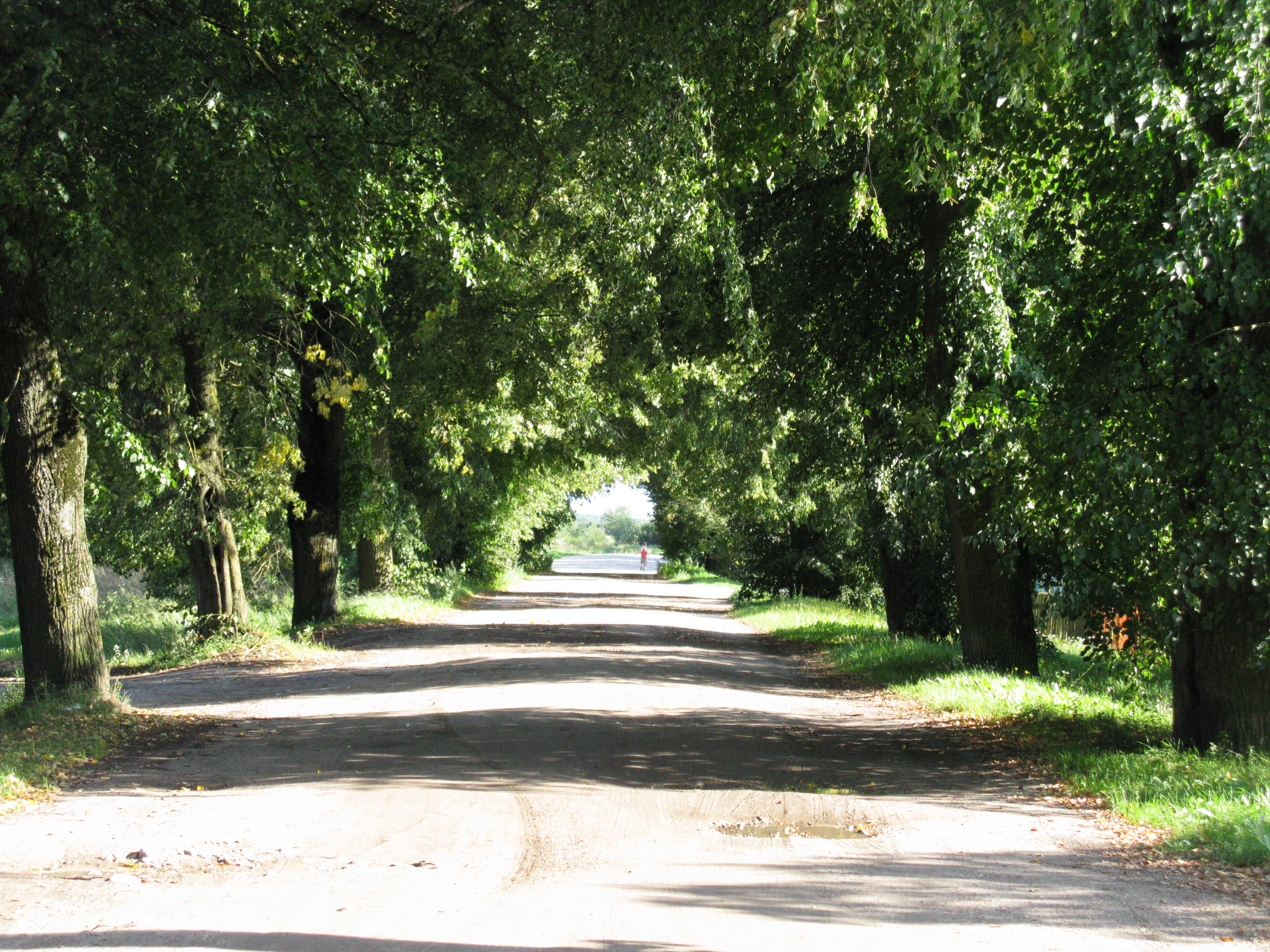
Сыроватки. Улица Центральная, 2013 год.

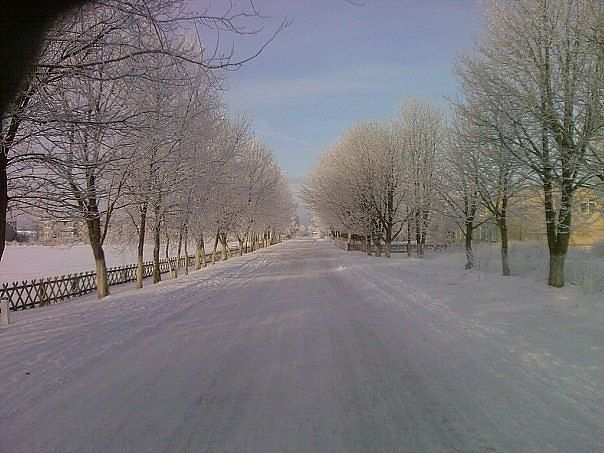
Сыроватки зимой. Улица Школьная, 2009 год.

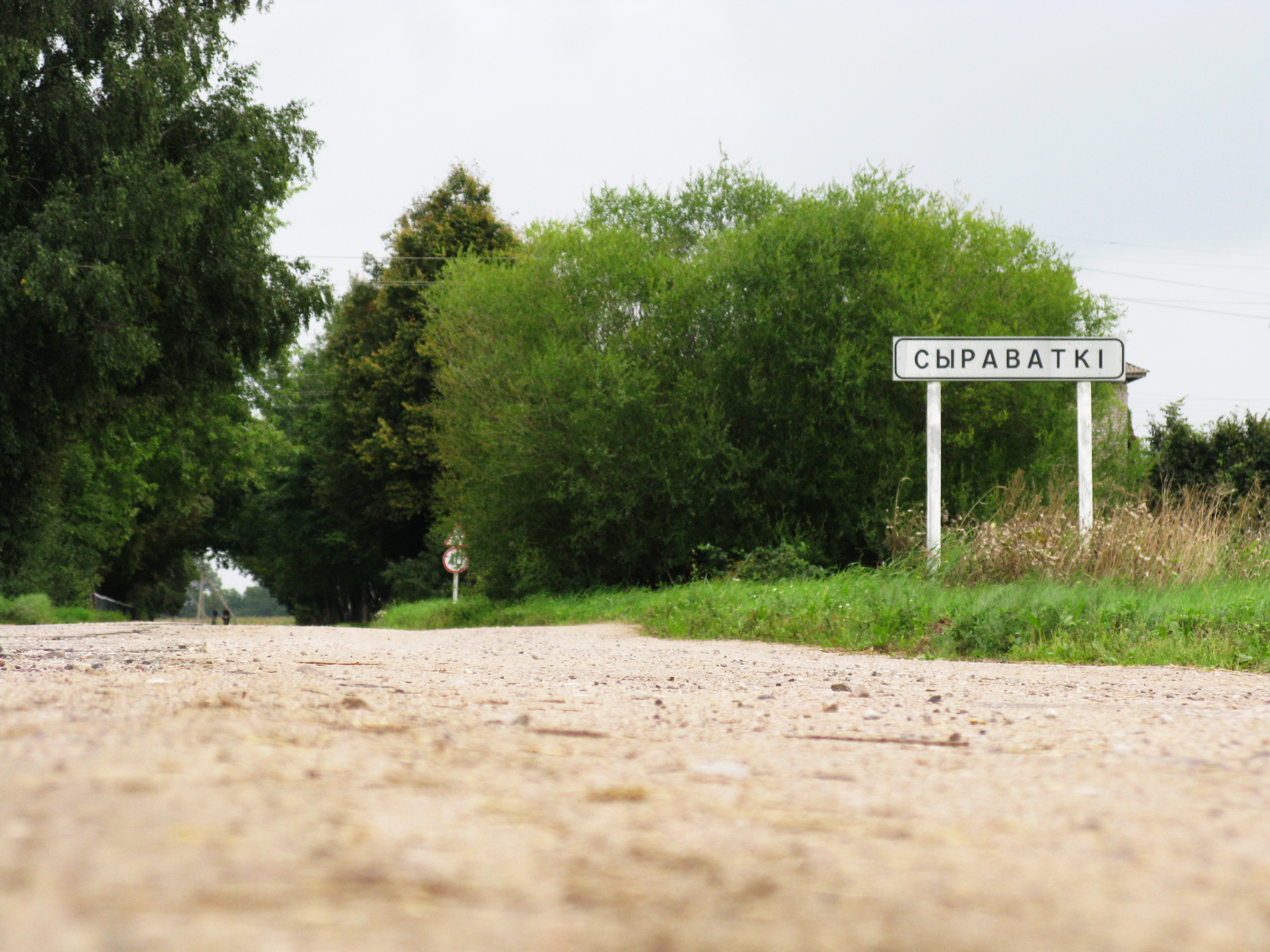
Въезд в Сыроватки со стороны деревни Андреевцы.

В деревне семь улиц: Центральная, Солнечная, Школьная, Молодёжная, Зелёная, Садовая, Новая. Площадь занимаемой территории составляет 1,0430 км², протяжённость границ 5420 м.

## Географическое положение
При поездке на автомобиле 25 км к северу от районного центра г. Сморгони, 276 км к северо-востоку от г. Гродно, 131 км к северо-западу от г. Минска, 78 км к востоку от г. Вильнюса.

## История
Известна с первой половины XIX века (Сыроватка). В середине XIX — начале XX века в составе Дубатовской волости Свенцянского повета Виленской губернии. Согласно инвентаря 1865 года 60 ревизских душ, собственность Бакшанских. В 1890 году 10 домов, 64 жителя. На начало XX века около 220 жителей, деревне принадлежало 262 десятины земли.
С 12 октября 1940 года до 20 января 1960 года центр сельсовета. В 1947 году открыта семилетняя школа. Деревня в советские времена долгое время являлась центром колхоза «Путь Ленина», а затем с 1974 года — колхоза «Светлый путь». Работали ремонтно-механические мастерские, ветлечебница, комбинат бытового обслуживания, клуб, библиотека, фельдшерско-акушерский пункт, отделение связи, два магазина: продовольственный и хозяйственный. В 1983 году Сыроваткинская школа получила статус средней. Тогда в ней было более 220 учеников. В начале 20-х годов 21 столетия она стала базовой, после окончания учебного года 2014/2015 и вовсе будет закрыта ввиду малого количества детей (38 детей). 
После потери в середине 80-х годов статуса центра колхоза развитие деревни практически прекратилось.
В настоящее время Сыроватки второй по количеству жителей населенный пункт СПК «Жодишки» после д. Жодишки (центр СПК).

## Инфраструктура и объекты социальной сферы

Руины на месте бывшего дома культуры, снесенного несколько лет тому назад. Фото 2011 года.

Почтовое отделение 231014, Сыроваткинская средняя школа-сад (около 150 учащихся (1995—1999); 91 учащийся (2010—2011) с учётом учащихся 5-9 классов бывшей Лылойтинской базовой школы), школьный стадион, фельдшерско-акушерский пункт, 2 магазина («Продукты» Сморгонского РайПО и «Продукты» ОАО «Сморгонский комбинат хлебопродуктов»), колхозный фруктовый сад (частично вырублен в 2010 г.), дом быта.
Сельский дом культуры с дискозалом, сельская библиотека в здании сельского клуба, сад-ясли «Светлячок», общественная баня, ветеринарный пункт не функционируют.

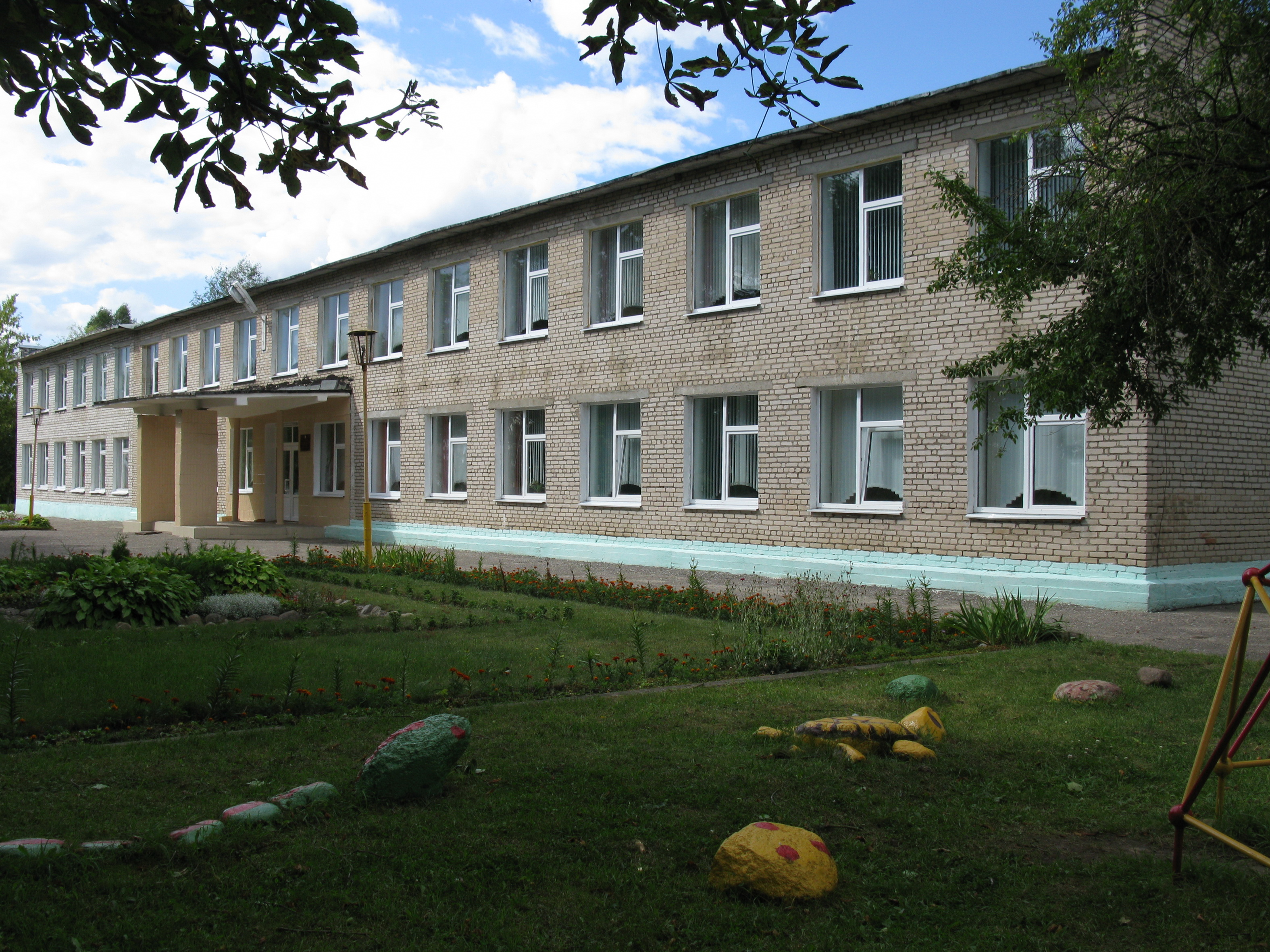
Сыроваткинская средняя школа

В деревню проведен природный газ.

## Экономика
Сыроватки находятся на территории СПК «Жодишки». В деревне расположены принадлежащие СПК мехстан для сельскохозяйственной техники (МТС), пилорама, мельница, зерносклад и КЗС, животноводческая ферма. В километре на запад от деревни (у д. Андреевцы) — свиноводческий комплекс «Андреевцы» (в советские времена являлся одним из крупнейших в Беларуси), в настоящее время принадлежит «Комбинату Хлебопродуктов» г. Сморгони. В 2009 году СПК «Жодишки» вошёл в состав «Сморгонского комбината хлебопродуктов» в качестве филиала.

## Транспорт
Через деревню проходят местные автомобильные дороги:
- Н6130 Гориденяты — Расло — Жодишки — Завидиненты
- Н6748 Малиновая — Сыроватки — Андреевцы — Поляны
- Н7954 Сыроватки — Выголененты

С райцентром связана регулярным автобусным сообщением — ходят рейсовые автобусы:
- Сморгонь — Лылойти
- Сморгонь — Нестанишки
- Сморгонь — Сыроватки

## Туризм
В 0,9 км к юго-западу от деревни протекает река Вилия рядом с которой можно увидеть Тупальский мост и Тупальский камень, а на противоположном берегу деревня Дубок с интересными объектами в лесу, в 1,5 км к юго-востоку находится искусственное озеро (купание, платная ловля рыбы). 7 км на север — Полянское озеро. До озёр Вишневское, Свирь — 14 и 16 км, до озера Нарочь — 66 км.

### Достопримечательности
в центре деревни обелиск землякам, погибшим в ВОВ.
В 1,5 км на юг (вблизи озера) Тупальский мост (железнодорожный мост (остатки) времен Первой мировой войны), а в 1,0-1,5 км на юго-запад в лесу на противоположном берегу р. Вилия (в деревне Дубок напротив деревни Андреевцы) в Островецком районе находится ряд интереснейших объектов: костел, часовня, деревянный крест, родник «Ля Багіні», ворота (бел. брама), колокол.

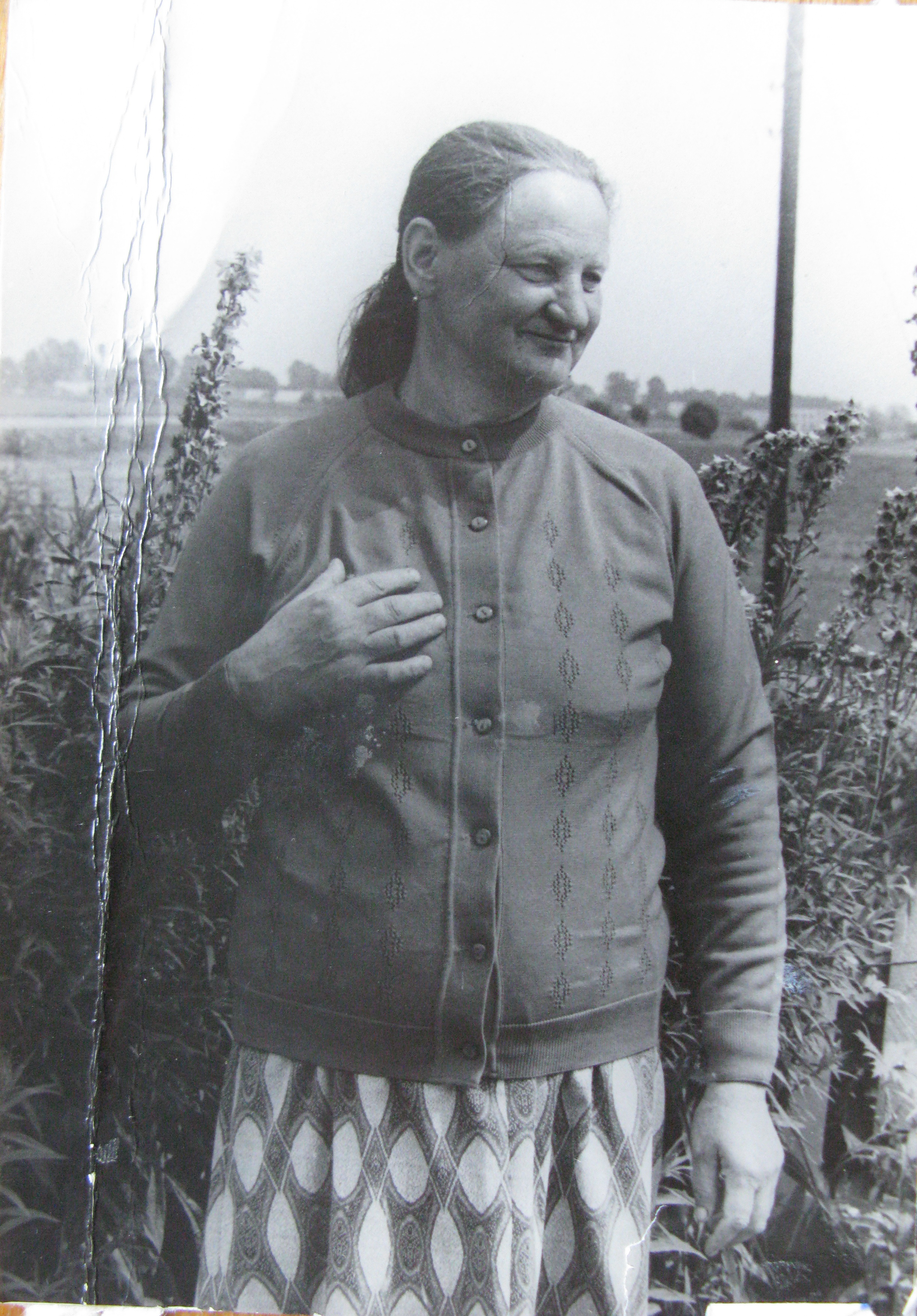
Воронина Мария Александровна

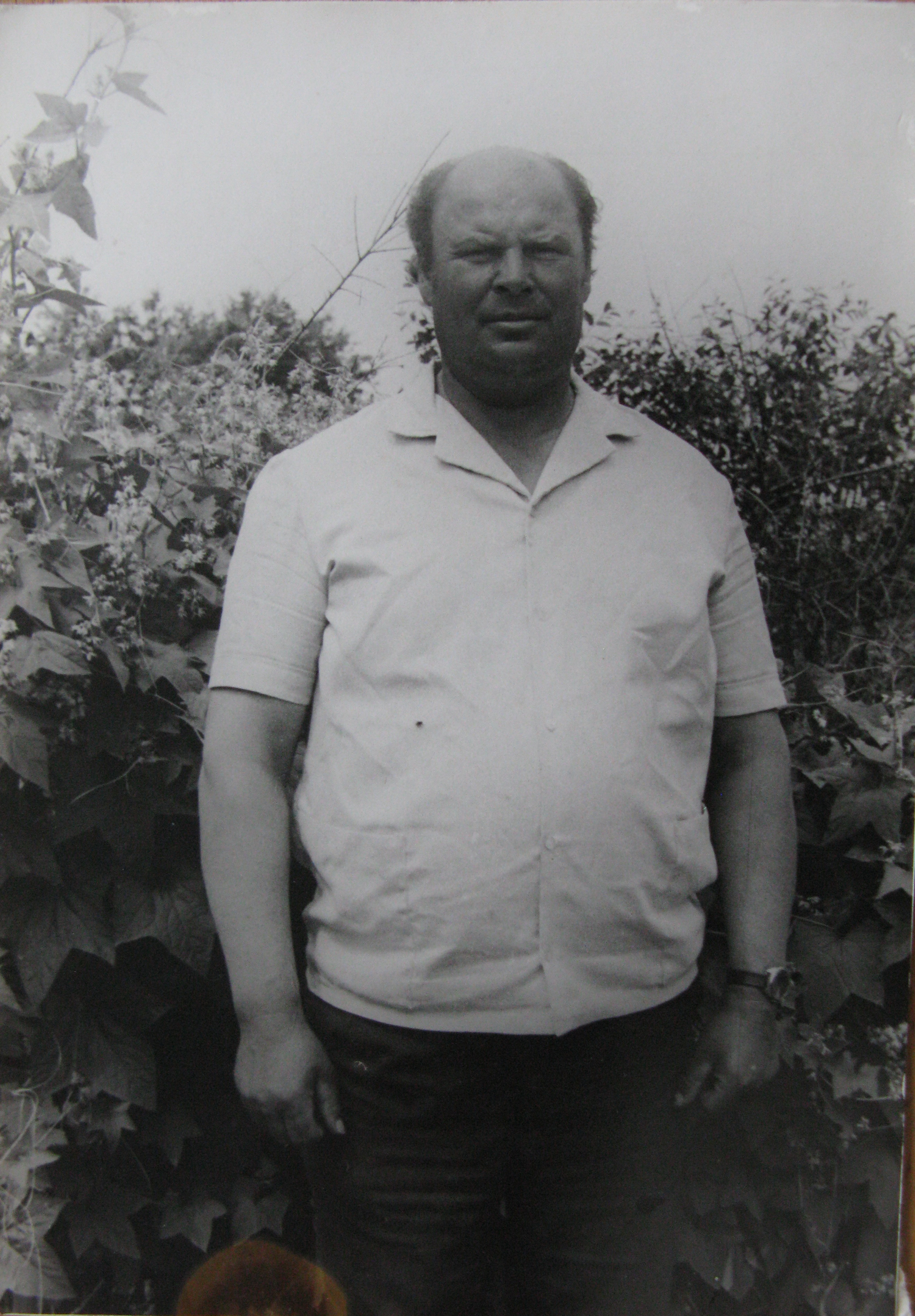
Рожко Эдуард Петрович

## Известные люди
Крутавцов Михаил Минович (председатель колхоза, передовик, участник ВОВ), Пашук Марьян Юльянович (счетовод), Рожко Эдуард Петрович (герой соцтруда, бригадир), Воронина Мария Александровна (герой соцтруда, заведующая комплексом «Андреевцы»).